# Ruta 10 (Uruguai)
A Ruta 10 (também designada como Juan Díaz de Solís) é uma rodovia do Uruguai que liga o departamento de Canelones ao balneário Aguas Dulces, passando também pelos departamentos de Maldonado e Rocha.
Foi nomeada pela lei 15497
, de 9 de dezembro de 1983, em homenagem a Juan Díaz de Solís, navegador espanhol considerado o descobridor do Rio da Prata. Assim como outras estradas importantes do país, seu km 0 referencial é a Praça de Cagancha, situada em uma importante zona da capital do país.

## Trechos duplicados
A Ruta 10 é duplicada nos 125 km entre Montevidéu e Maldonado.